# 원주 흥양리 마애여래좌상
원주 흥양리 마애여래좌상(原州 興陽里 磨崖如來坐像)은 대한민국 강원특별자치도 원주시 소초면 흥양리에 있는 고려시대의 마애 여래 좌상이다. 치악산 입석사 뒤에 있으며, 강원특별자치도 유형문화재 제117호로 지정되어 있다.
불상을 대각선으로 가로지르는 균열이 있지만 전체적으로 잘 보존되어 있다.
머리에는 나발(소라 모양의 머리칼)을 얕게 올렸고, 얼굴은 풍만한 모습이며 전체적으로 눈·코·입의 비례가 좋다. 양 어깨에 걸친 옷자락은 다소 두꺼운 편인데, 옷주름은 간략화되어 있다. 오른손은 어깨까지 들어 손바닥을 밖으로 향하고 있고, 왼손은 배 앞부분에 놓고 손바닥을 위로 하고 있다. 양 발을 무릎 위에 올리고 발바닥이 하늘을 향하게 앉아 있는데, 무릎 폭이 비교적 넓어 안정감을 준다.
둥근 두광과 타원형의 신광이 불신을 둘러싸고 있으며, 연꽃잎이 두 겹으로 새겨진 대좌(臺座)가 있다. 대좌 아래 왼쪽에 9자 정도의 글이 새겨져 있는데, 풍화가 심하여 읽기 어려운 상태이다.

## 사진

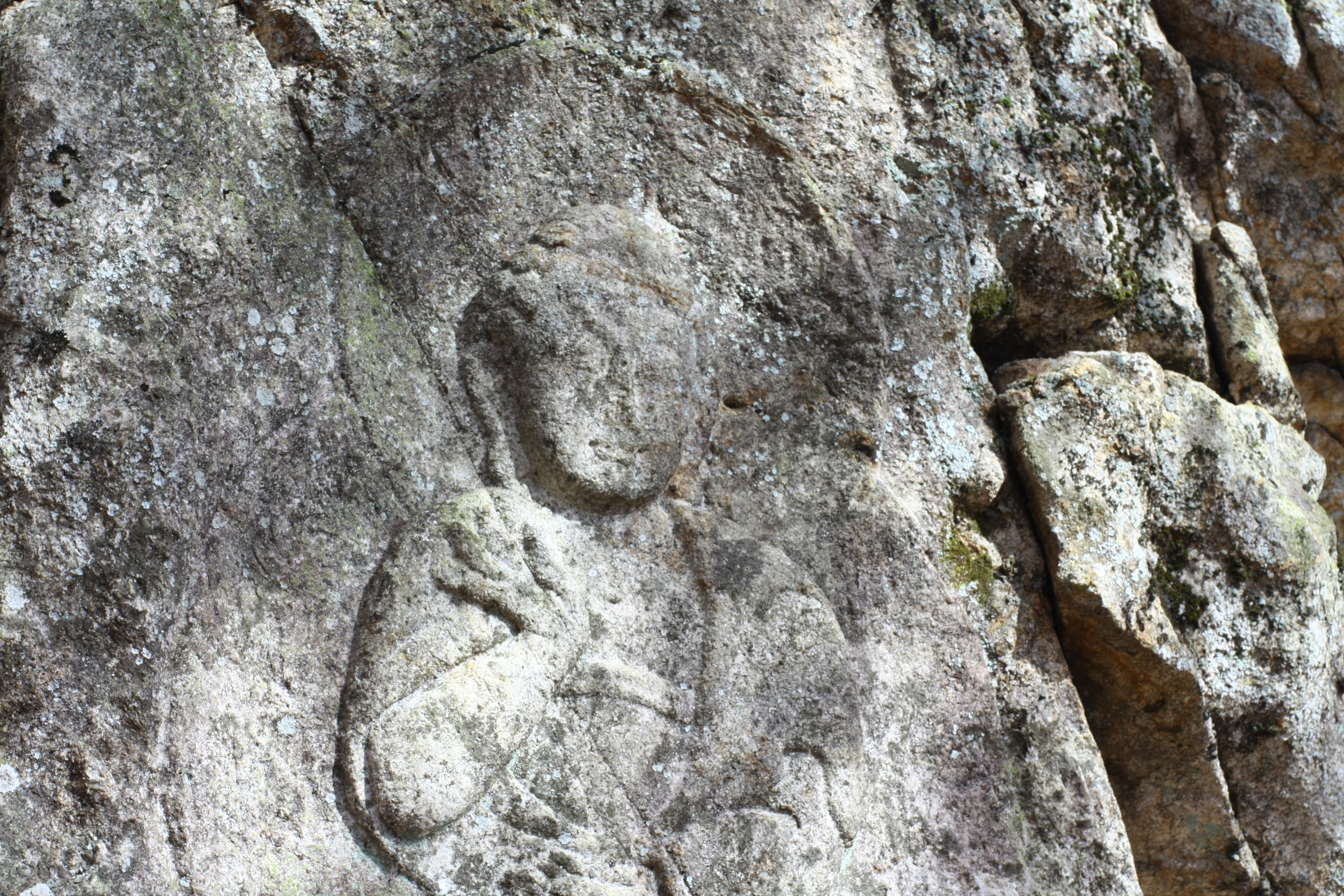
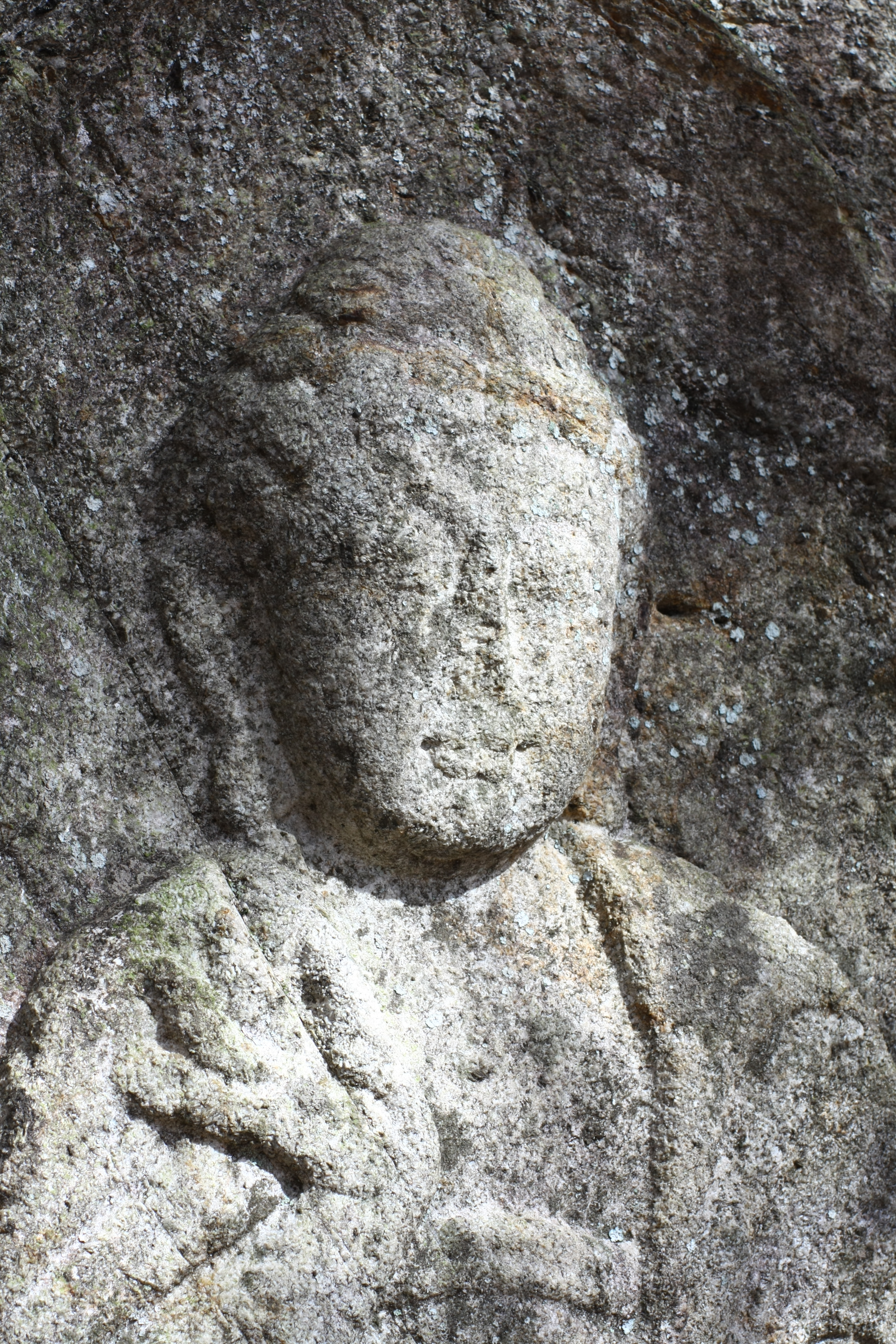
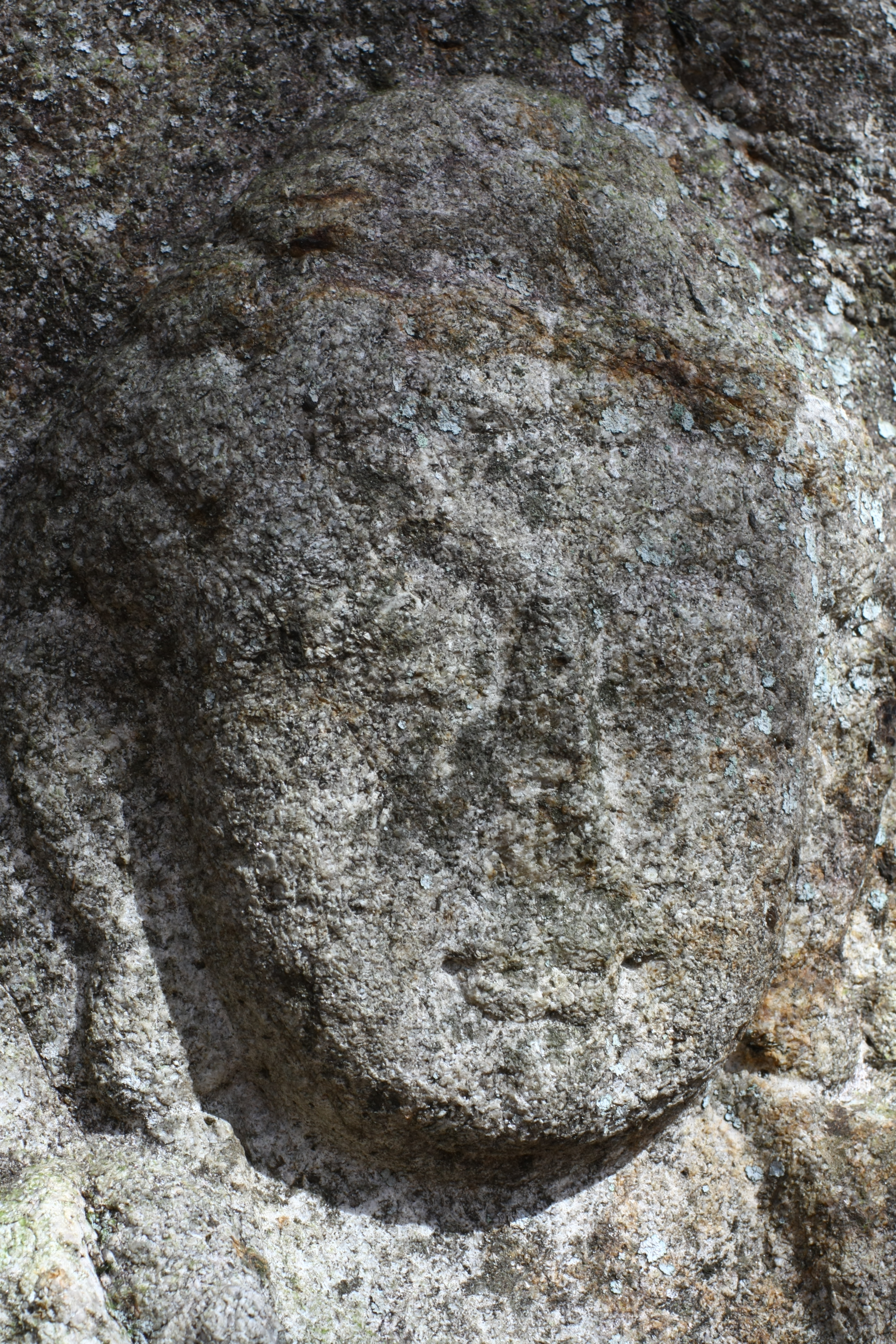
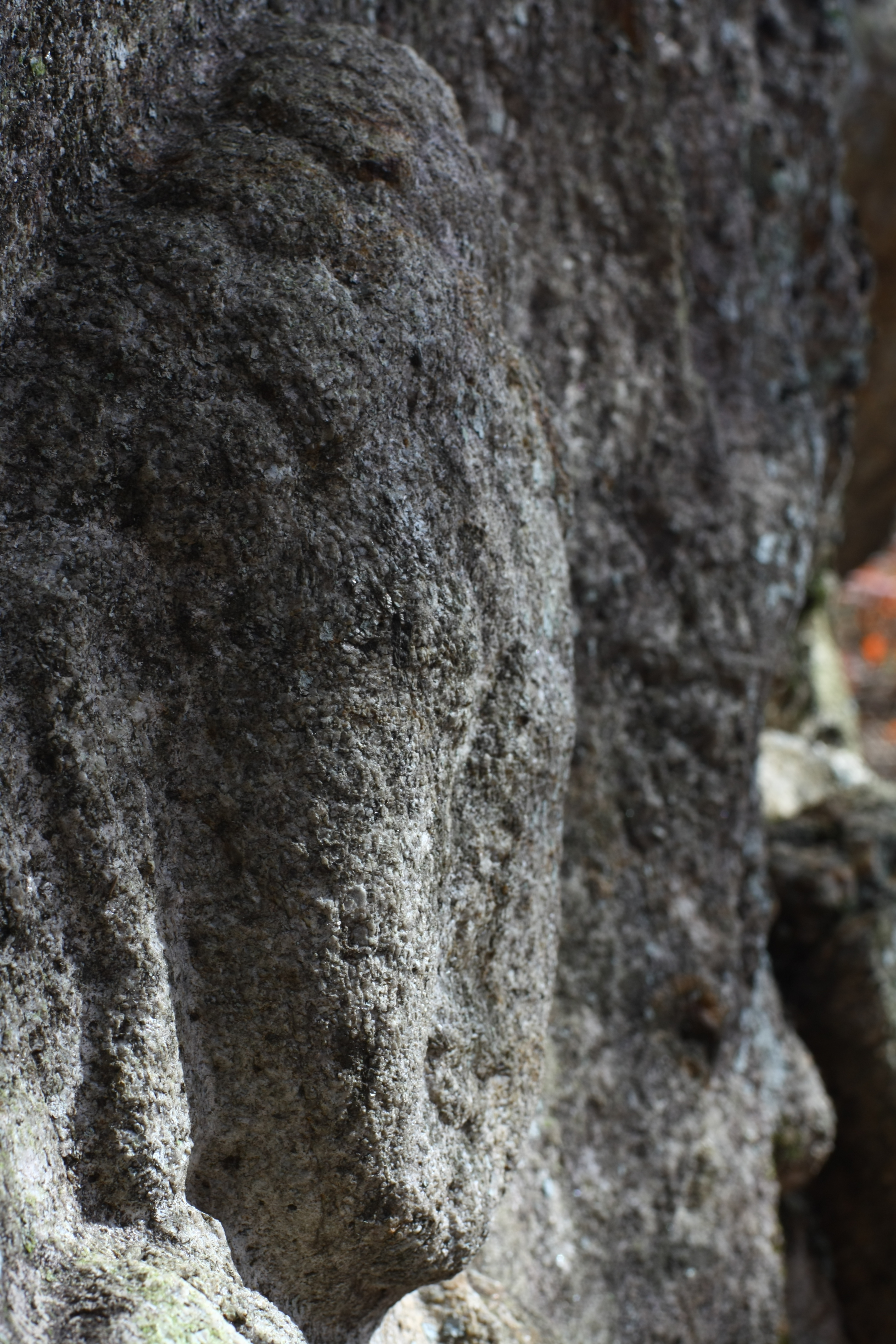
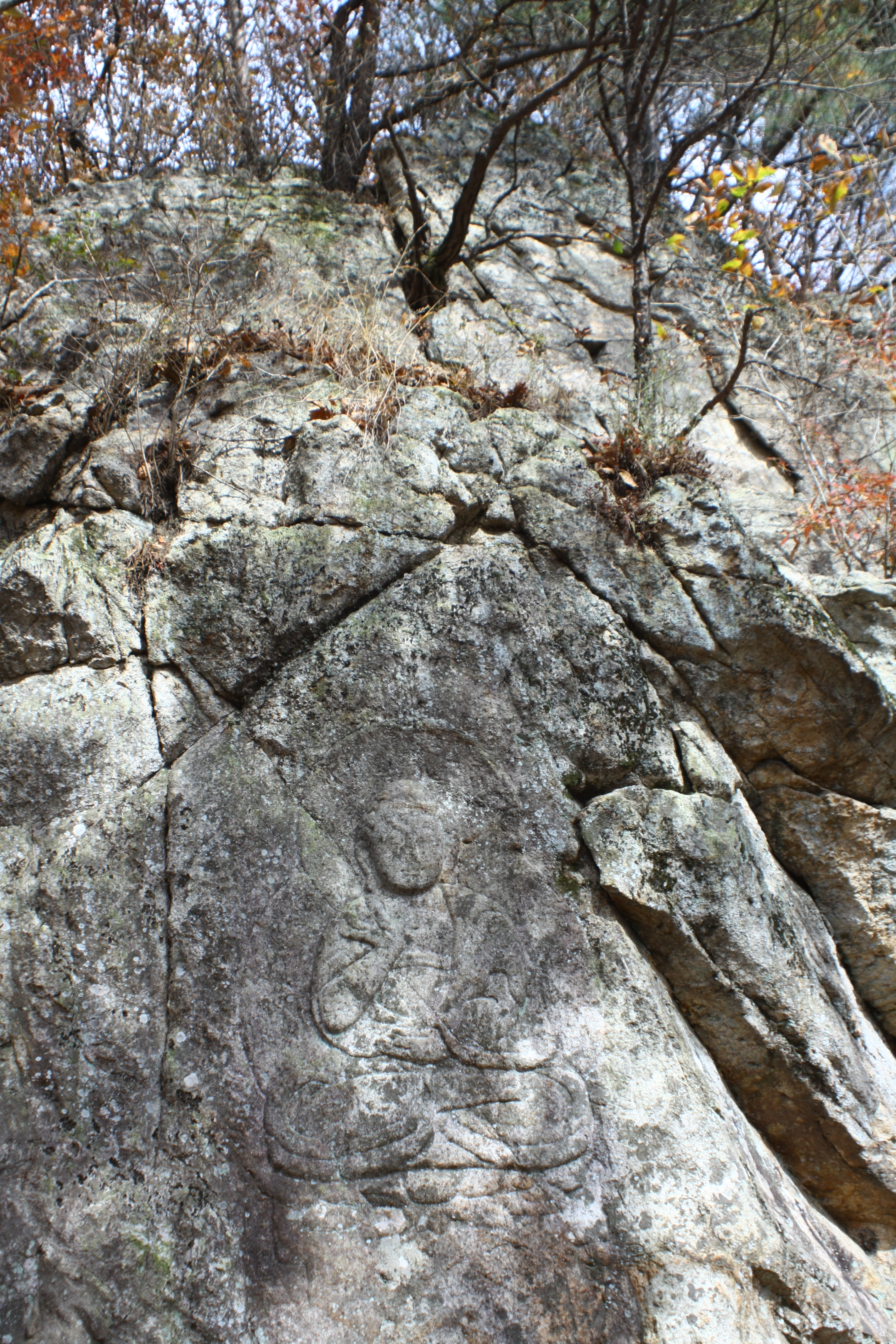
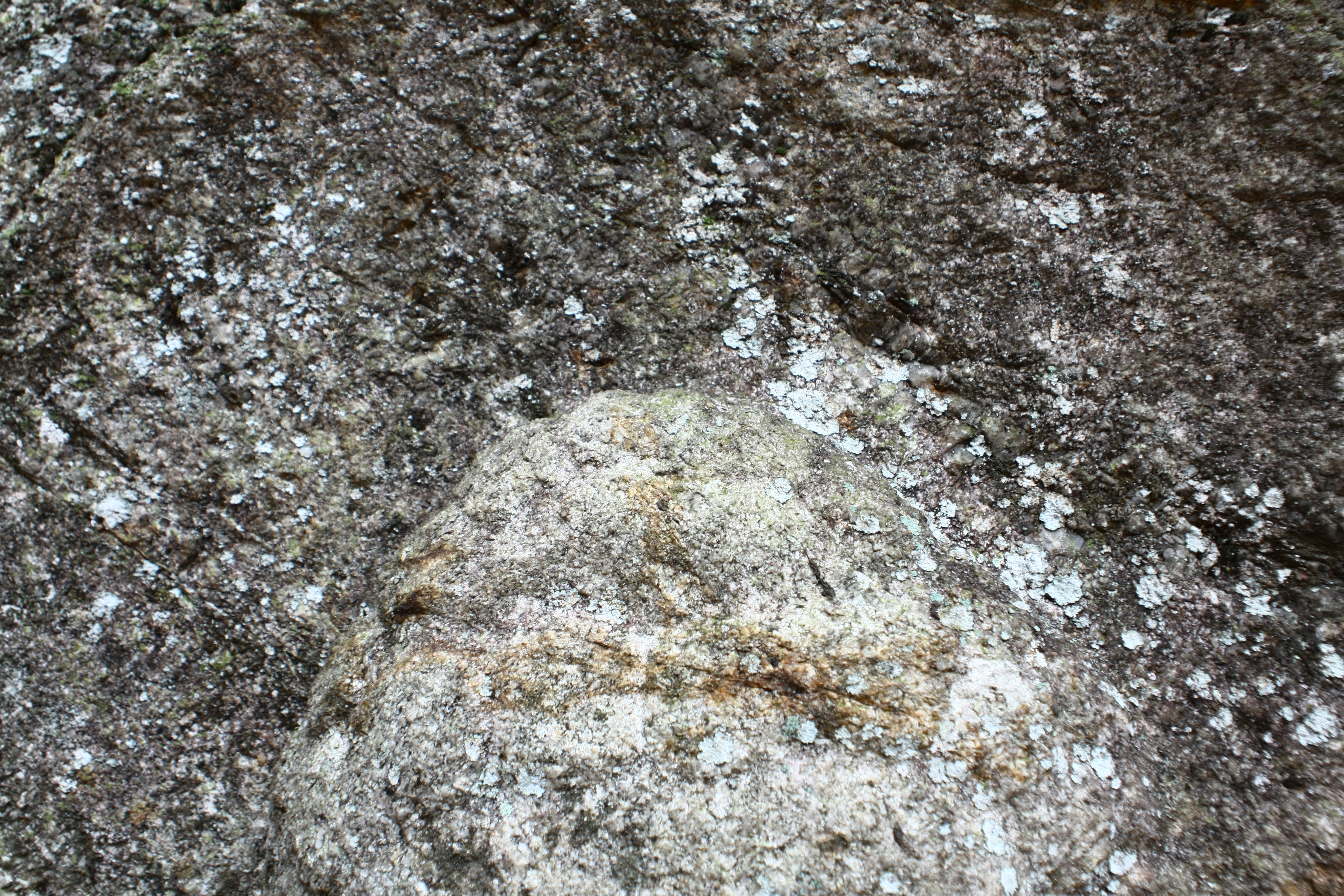